# 火星暖坡上的季节性流

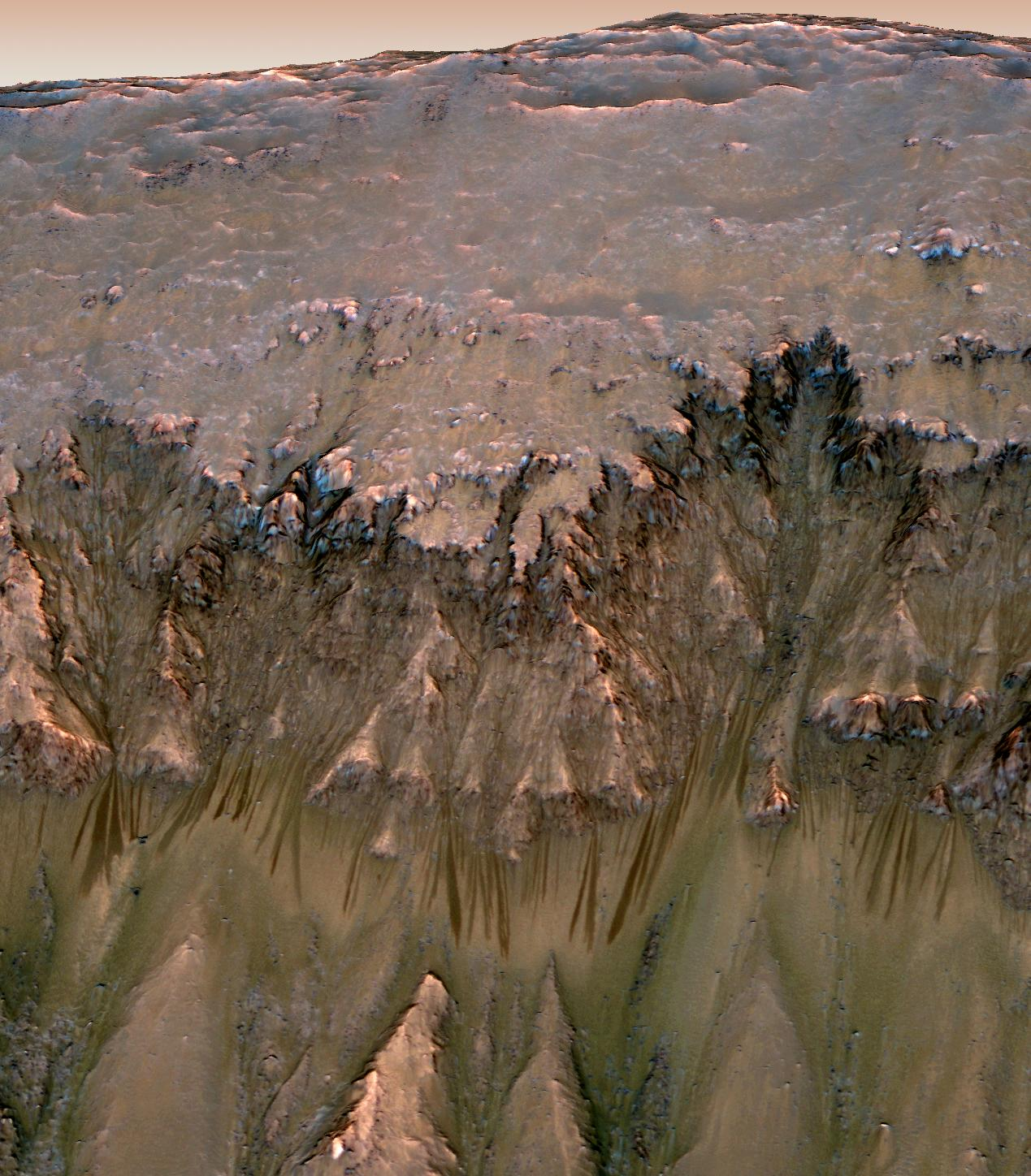
牛顿陨击坑中的暖季流投影图。

火星暖坡季流（Seasonal flows on warm Martian slopes），也称作重现性坡线、复发性坡线，英文简称“RSL”，被认为是发生于火星最温暖月份的咸水流，或从至少27度斜坡上下滑的干燥颗粒“流”。
狭窄的流体（0.5至5米）在陡峭（25°至40°）斜坡上显示的相对较暗印迹，它在暖季出现并逐渐增长，在寒季则逐渐消失。对该现象现提出的主要解释是地表附近的液态卤水活动，或是硫酸盐和氯盐之间相互作用产生的滑坡。

## 概述
研究表明，过去存在于火星表面的液态流水，曾形成了大片与地球海洋相似的区域。然而，问题是如今这些水都去哪里了。
2005年发射的“火星勘测轨道飞行器”（MRO）是一艘多用途航天器，由喷气推进实验室（JPL）管理，旨在从轨道上对火星进行观测和探索 。该探测器上的高分辨率成像科学设备相机正处在对火星暖坡季流研究的最前沿，它通常每数周一次拍摄密切监测区的图像，以记录、跟踪火星的特征变化。2001火星奥德赛号轨道飞行器使用光谱仪和热成像仪探测过去或现在水和冰的证据也超过16年了，一直未发现过任何火星暖坡季流的证据，但2015年10月5日，在好奇号漫游车附近的夏普山报告了可能存在火星暖坡季流。

## 特征

牛顿陨击坑内斜坡上暖季流(video-gif)。

重现性坡线（RSL）的突出特征包括形成于暖季向阳坡上、缓慢渐进地增长以及每年的消退和重现，显示出与太阳产生的升温有强烈的相关性。重现性坡线经常伴随宽约0.5至5米（1英尺8英寸至16英尺5英寸）、长数百米的小冲沟，从基岩露头向下延伸，其中部分位置显示有超过1000条的单根流线。重现性坡线的发展速率在每季开始时最高，然后缓慢地伸长。在南半球，重现性坡线春末夏初时节出现并延伸在南纬48到32度，面朝赤道的斜坡上，那时的山坡地表温度最高从摄氏−23°升至27°。活跃的重现性坡线也出现在赤道地区（0度-南纬15度），最常见于水手谷槽沟中。
研究人员使用火星勘测轨道飞行器上的火星专用小型侦察影像频谱仪勘测了明显有流体迹象的斜坡，尽管未发现表示有水存在的光谱证据，但该仪器直接拍摄到了被认为是溶解于地下卤水中的高氯酸盐，可能表明水到达地表后被迅速蒸发，只留下盐了。表面变暗和变亮的原因尚不清楚：卤水（盐水）引发的流动可能会重新排列颗粒或改变表面粗糙度，从而使外观变暗，但在温度下降后，特征重新变亮的原因却更难解释。然而，在2018年11月，公布了一批由影像频谱仪绘制的代表明矾石、硅藻土、蛇纹石和高氯酸盐矿物的额外像素。仪器分析小组发现，当探测器从高亮区切换到阴影区时，过滤步骤造成了一些误报。据报道，代表高氯酸盐的0.05%像素，现在已知是该仪器产生的一个错误高估值。斜坡上盐分含量的降低，减少了盐水存在的可能性。

## 假设
现已对重现性坡线的形成提出了许多不同的假设。季节性、纬度分布和亮度变化等强烈表明该现象涉及挥发性物质，如水或液态二氧化碳。一种假设是，重现性坡线可能是夜间霜冻的瞬间加热所导致；另一种假设提出了二氧化碳流，但发生流动的环境对于二氧化碳霜（CO2）来说太热，而在某些地点对纯水来说又过冷；其他假设包括干燥颗粒流，但是，没有一种完全干燥作用可来解释季节性流如何会在数周或数月内逐渐增长；檐口雪崩（Cornice avalanches）是另一种假设，该看法是风在吹过山顶时将雪或霜聚集到崖沿，然后在升温后形成雪崩 （页面存档备份，存于）。浅层冰的季节性融化可能符合重现性坡线的观测结果，但很难说明每年如何来补充此类冰 。然而，截至2015年，对可溶性盐季节性沉积的直接观测强烈表明重现性坡线与卤水（水合盐）有关。 

### 卤水
涉及卤水流动（非常咸的水）的主假说。遍布于火星大部分地区的盐层表明，火星以前卤水非常丰富。盐度降低了阻止液体流动的冰点，在观测到的温度下，卤水很少结冰。来自2001火星奥德赛号轨道飞行器上热辐射成像系统（THEMIS）的红外数据允许限定重现性坡线形成的温度条件。当温度高于水的冰点时，可看到少量重现性坡线，但大多数看不到，很多重现性坡线出现在气温低至摄氏−43°（230 K）的环境中。部分科学家认为，在这些寒冷条件下，一种由硫酸铁（Fe2(SO4)3）或氯化钙（CaCl2）组成的卤水是形成重现性坡线最可能的模式。另一组科学家使用火星勘测轨道飞行器上的影像频谱仪数据，报告了与高氯酸镁 (Mg(ClO4)2)、氯化镁（MgCl2(H2O)x）和高氯酸钠（NaClO4）光谱吸收特征最为一致的水合盐证据。
实验和计算证明，含水氯化物和氧氯盐的潮解和水化可产生重现性坡线。然而，在目前火星大气条件下，尚没有足够的水来完成这一过程。
这些观测是迄今为止科学家们在火星表面发现的最接近液态水的证据。然而，在许多中高纬度区地表附近也发现了冷冻水。据称，2008年，凤凰号火星着陆器的支架上也出现了卤水滴。

### 水源
靠近地表的液态卤水流动可以解释这种活动，但水的确切来源及其背后的运动机制尚不清楚。一种假设认为，所需的水可能来源于火星大气提供的近地表吸附水的季节性波动，地表存在的高氯酸盐和其他盐类能够吸附和捕获周围环境中的水分子（吸湿盐），但火星干燥的空气是一个挑战，它们必须能在非常小的区域内有效地收集水蒸气，且大气柱水汽丰度的季节变化与整个重现性坡线的活跃区域并不匹配。
可能存在更深的地下水，并有可能在泉眼或渗漏处到达地表，但这无法解释那些发源自山脊和山峰顶部，广泛分布的重现性坡线。此外，在由渗水沙粒组成的赤道沙丘上也存在醒目的重现性坡线，它们不太可能来自地下水源。
对火星奥德赛号中子光谱仪近地表数据的分析表明，重现性坡线场区的含水量并不比同纬度其他任何地方多。因此，作者得出结论，重现性坡线并非由大型近地表含水层所提供。根据这些数据，水汽仍可能来自深埋的水冰、大气或地下深层的小型含水层。

### 干沙流
自首次观测到重现性坡线以来，就提出了干颗粒流说，但由于该过程的季节性，这种解释被排除在外。2017年3月，采用克努森泵吸效应（Knudsen）发表了干燥环境下季节性触发的首个主张。作者证明，留在加尼陨石坑（Garni）28°坡壁上的重现性坡线，与干燥颗粒崩塌的情况相一致。此外，作者还指出了湿流假设的一些局限性，例如对水的检测只是间接性（只检测卤水而非水）的事实，这一理论曾推翻了干流理论。2017年11月发表的研究结论得出，这些观测最好的解释是干流活动所引起，并指出没有表明有水存在的实际光谱证据。他们的研究表明重现性坡线只存在于坡度大于27度的斜坡上，这种坡度足以使干燥颗粒像在活动沙丘表面那样滑落。与水不一样是，重现性坡线不会流淌在坡度小于27度的斜坡上。2016年的一份报告也对重现性坡线场区可能的地下水来源提出了质疑，但这篇新的研究文章承认，水合盐可以从大气中吸收一些湿度，含盐颗粒水合作用的季节性变化可能导致重现性坡线颗粒流的某些触发机制，如膨胀、收缩或水的释放，从而将改变颗粒的内聚力，并导致颗粒下滑或“流下”山坡。此外，"2001火星奥德赛号"轨道飞行器在过去十年中获得的中子光谱仪数据于2017年12月公布，显示在重现性坡线活动地点没有水（氢化表土）的迹象，因此，其作者也支持短期大气水汽潮解或干颗粒流的假说。然而，该仪器扫描宽度（约100公里）远大于重现性坡线（约100米）。

## 宜居性和行星保护
这些特征在一年中当本地温度达到冰熔点以上时，形成于面向太阳的斜坡上。这些条纹在春季生长、夏末变宽、而后在秋季消失。由于这些特征可能涉及某种形式的水，即使这些水对生命来说可能还是太冷或太咸，但相应的区域目前仍被视为潜在的宜居住区。因此，在行星保护建议中，它们被归类为“不确定区域，被视为特殊区域”（即火星表面上地球生命可能生存的区域）。
尽管湿流假说自2015年以来已经失去了一些基础，但这些地区仍然是受污染着陆器上的地球细菌最欢迎的候选地之一。好奇号探测车可以抵达一些重现性坡线，但行星保护规定阻止了探测车的近距离探测，这也引发了一些关于是否应该放松这些规定的争论。

## 赤道附近的重现性坡线

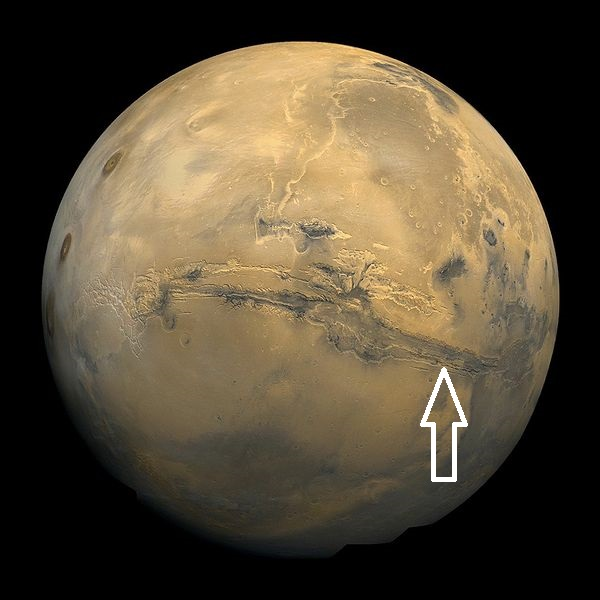
海盗号拍摄的火星表面图像，箭头指示了高分辨率成像科学设备所拍摄图像中重现性坡线的位置。
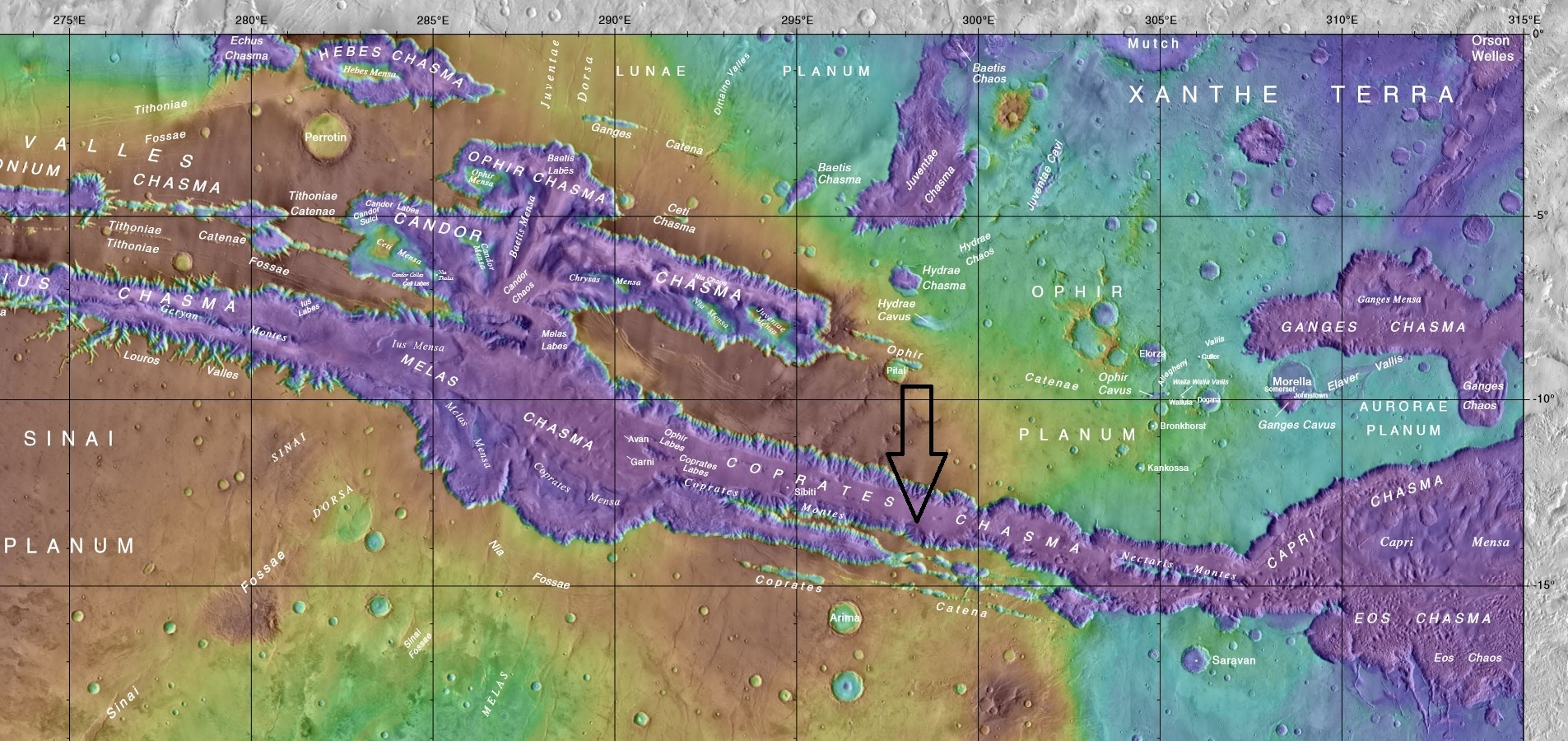
标注出科普剌塔斯峡谷附近特征的地图，箭头指示了高分辨率成像科学设备所拍摄图像中重现性坡线的位置。
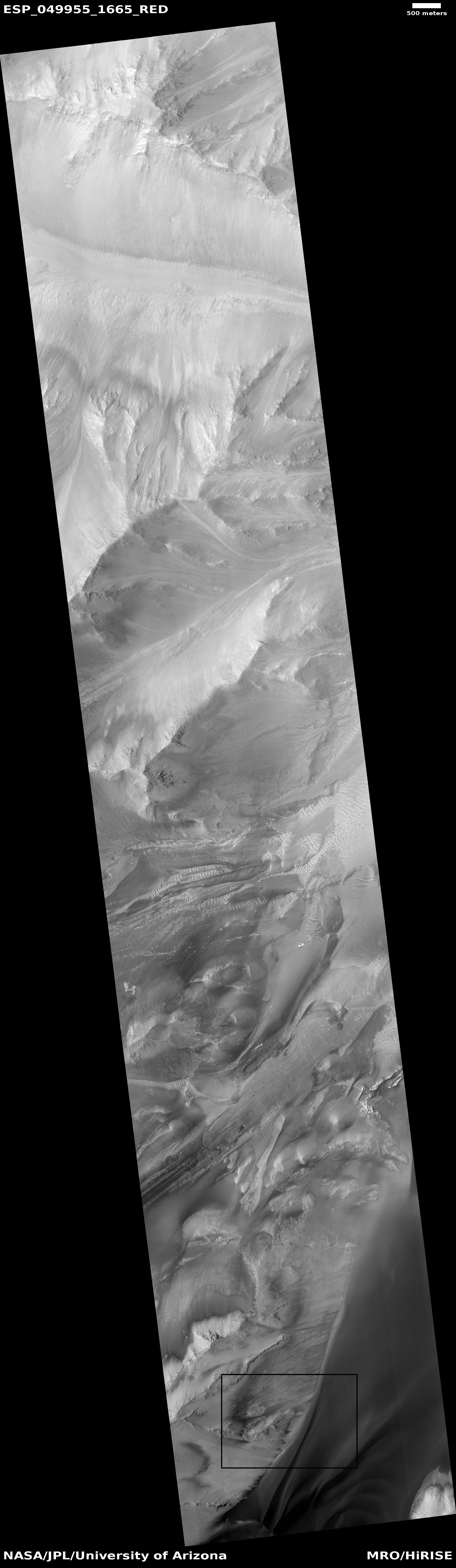
HiWish计划下高分辨率成像科学设备显示的水手谷部分区域全景图，方框中显示的重现性坡线区将在下一幅图像中被放大。
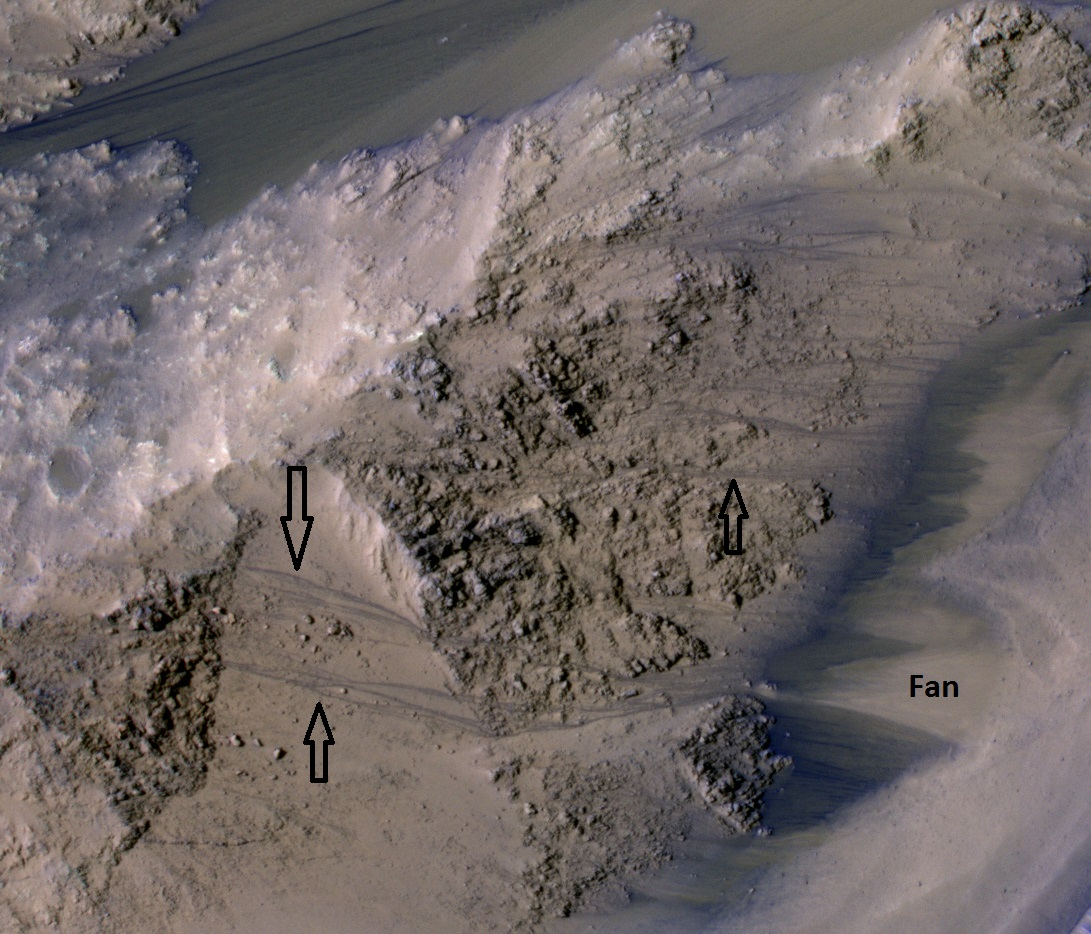
HiWish计划下高分辨率成像科学设备显示的重现性坡线彩色近景图，箭头指示了一些重现性坡线，扇形区可能是由过去产生的重现性坡线形成的。
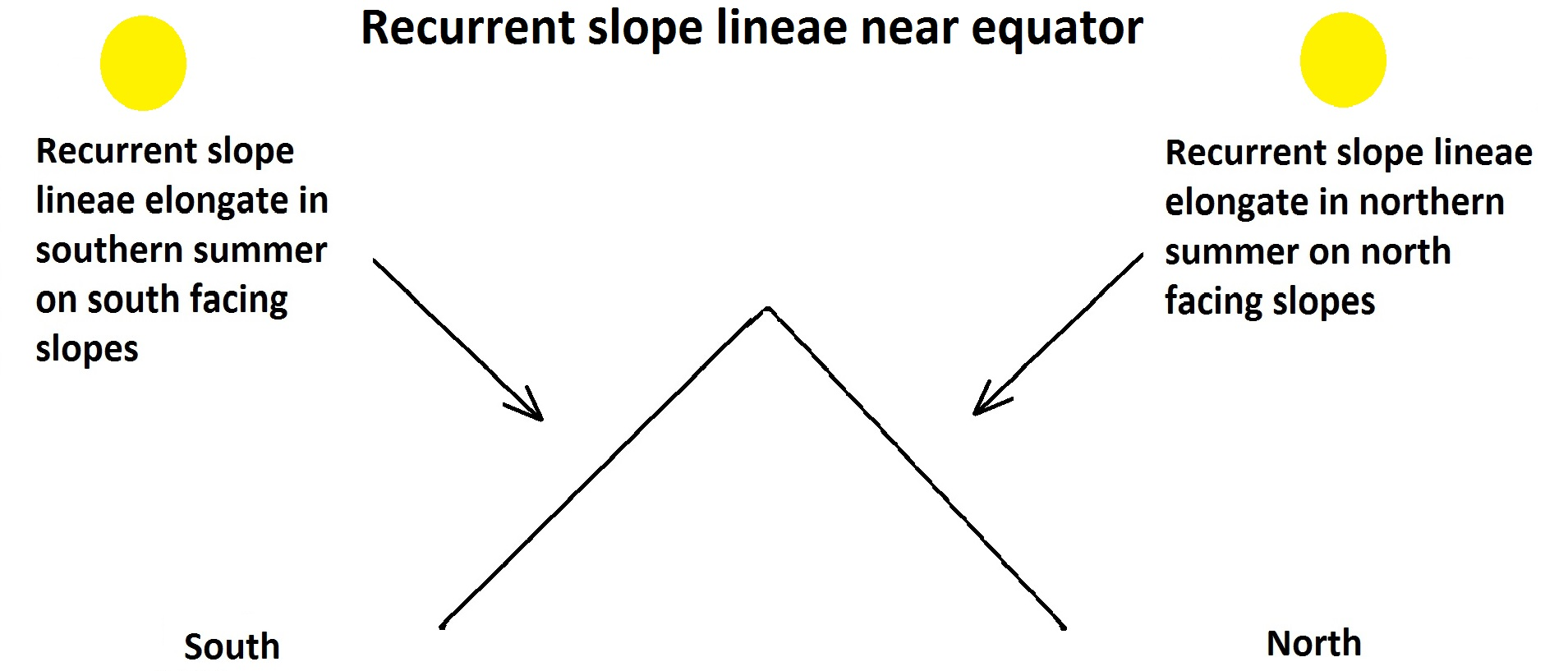
当斜坡处于最温暖状态时，重现性坡线伸长。在赤道附近，重现性坡线将在北部夏季的北坡以及在南部夏季的南坡上伸长。

## 图集

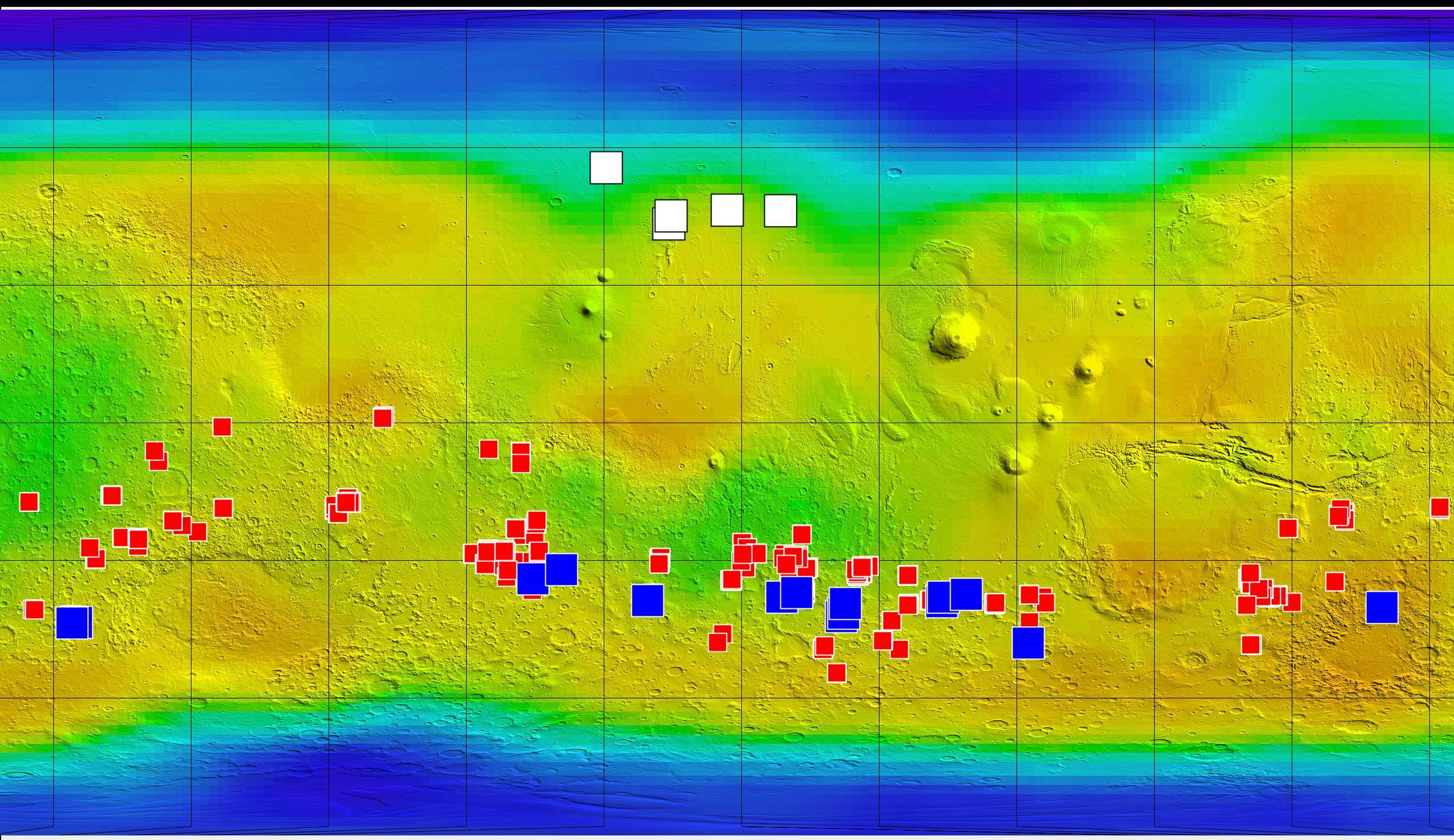
火星上的冰（白色）、盐（红色）和暖季流（蓝色）
牛顿陨击坑中在夏季延伸的黑色流体。
霍洛维茨陨击坑斜坡上的暖季流。
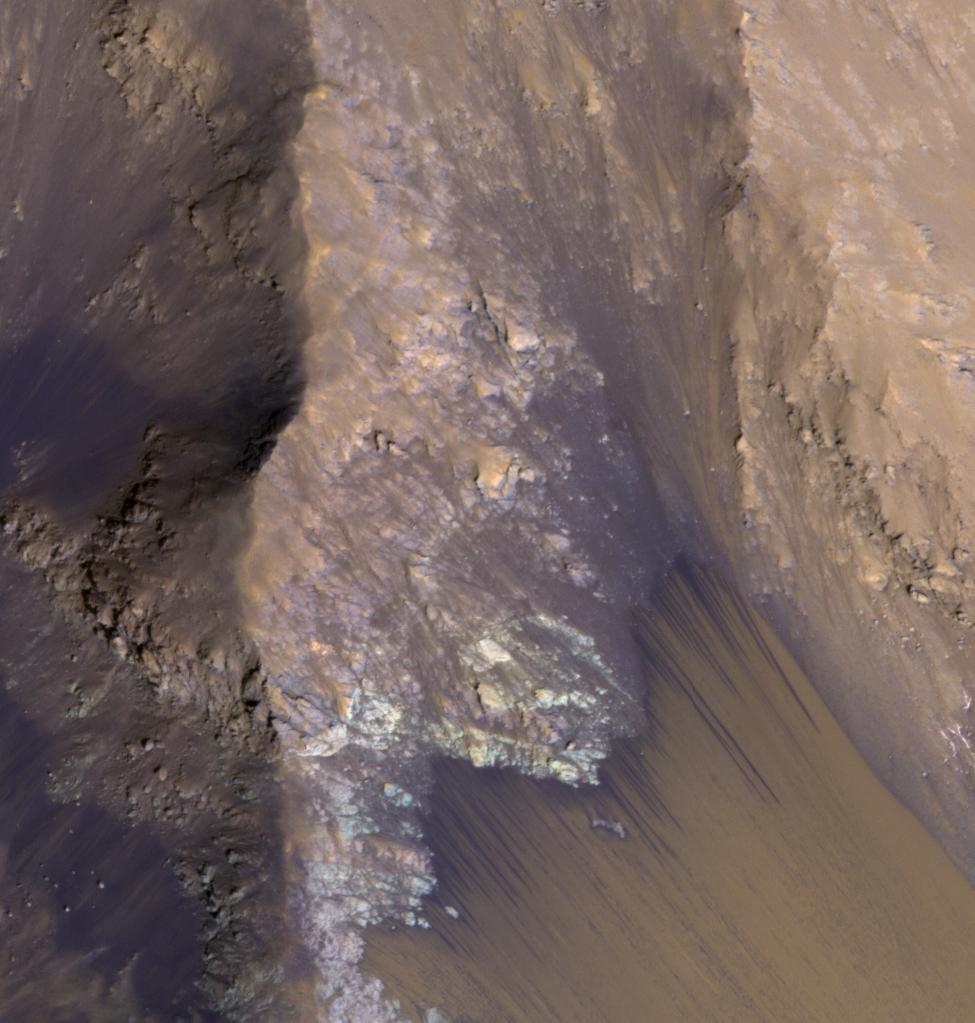
水手谷中科普剌塔斯峡谷上的季节流。

## 另请参阅
- 火星气候
- 火星和地球上水的演化
- 火星地质
- 火星冲沟
- 火星生命
- 火星海洋假说
- 溢出河道
- 行星保护
- 火星水文